# Ли Санджва
Ли Санджва́ (кор. 이상좌) — корейский художник-пейзажист и портретист XVI века.
Родился в семье раба, но благодаря таланту стал придворным художником, представителем среднего сословия. Был профессиональным художником, входил в Тохвасо, аналог Королевской академии живописи.
Специализировался на пейзажах, работал в традиционном стиле, не выходил за рамки китайской живописной системы, сложившейся в сунский период. Как и другие члены Тохвасо, Ли помимо пейзажей создавал портреты придворной знати, благодаря чему в 1546 году удостоился высокого титула.
Пейзаж его кисти «Прогулка при лунном сиянии под сосной» (송하보월도) находится в Музее дворца Токсугун. Картина написана тушью и красками на шёлке.
Искусствовед и кореевед О. Н. Глухарёва отмечала, что «живопись Ли Санджва насыщена эмоциональными переживаниями и во многом связана с даосскими представлениями о месте человека в окружающем мире».